# Canta Italia
Canta Sanremo este un album al lui Al Bano publicat în Spania în 2012. Este varianta spaniolă a albumului Fratelli d'Italia.

## Track list
1. Señora mia (Daniele Pace, Sandro Giacobbe)
2. No me ames (Aleandro Baldi, Giancarlo Bigazzi, Marco Falagiani)
3. Yo que non vivo sin ti (Pino Donaggio, Vito Pallavicini)
4. Será porque te amo (Daniele Pace, Dario Farina, Enzo Ghinazzi, Luis Gómez Escolar)
5. Azzurro (Michele Virano, Paolo Conte, Vito Pallavicini)
6. Margarita (Riccardo Cocciante, Marco Luberti)
7. Un año de amor (Nino Ferrer, Alberto Testa, Mogol)
8. Caruso (Lucio Dalla)
9. Vivirlo otra vez (Al Bano, Romina Power)
10. Te enamoraras (Giuseppe Dati, Giancarlo Bigazzi, Marco Masini, Ignacio Ballesteros)
11. Corazon gitano (Claudio Mattone, Franco Migliacci)
12. Pensando en ti (Al Bano, Vito Pallavicini)
13. Sólo tu (Aldo Stellita, Piero Cassano, Carlo Marrale, Luis Gómez Escolar)
14. Es mi vida (Maurizio Fabrizio, Pino Marino)
15. Y tu (Claudio Baglioni, Antonio Coggio)
16. Hoy de rodillas (Bruno Zambrini, Franco Migliacci)
17. Volare (Domenico Modugno, Franco Migliacci)
18. Una locura (Cesare Gigli, Paolo Dossena, Maurizio Monti, Giovanni Ullu)
19. Amanda (Fabrizio Berlincioni, Al Bano, Alterisio Paoletti)
20. Tu vuò fà l'americano (Renato Carosone, Nicola Salerno)